# Урган, Мина
Мина Урган (14 мая 1916 — 15 июня 2000) — турецкая переводчица, писательница, преподаватель университета и социалистка.

## Биография
Родилась 14 мая 1916 года в Стамбуле в семье поэта Тахсина Нахита и его жены Шефики. По другим данным, датой её рождения является 1 мая 1915 года. Отец Мины умер, когда ей было три года, после этого её мать вышла замуж второй раз, за писателя и журналиста Фалиха Рыфкы Атая. После принятия в 1934 году в Турции закона о фамилиях близкий друг её отчима Неджип Фазыл Кысакюрек посоветовал ей взять фамилию «Урган» (тур. Urgan, букв. верёвка), с иронией сказав, что «это подойдёт ей, поскольку социалистически настроенную девушку однажды всё равно повесят» .
Мина окончила «Lycée Notre Dame de Sion Istanbul», затем женский колледж в Арнавуткёе. Она стала одной из первых лыжниц и пловчих Турции. Окончила Стамбульский университет, в котором изучала французскую филологию. Получила научную степень в области французской литературы, после чего продолжила научную работу в области английской филологии. В 1949 году получила должность ассоциированного профессора (англ. associate professor) за свою работу «Арлекины в театре эпохи Елизаветы I Английской». В 1960 году получила должность профессора. Работала в университете до 1977 года.

## Писательская карьера
Перевела на турецкий язык работы Томаса Мэлори, Генри Филдинга, Оноре де Бальзака, Олдоса Хаксли, Грэма Грина, Уильяма Голдинга, Джон Голсуорси и Шекспира. Известность Мине принесла её автобиография Bir Dinazorun Anıları («Воспоминания динозавра»). Она была опубликована в 1998 году и в течение нескольких недель оставалась в списке бестселлеров. На волне успеха Мина в 1999 году выпустила ещё одну автобиографию Bir Dinazorun Gezileri («Путешествия динозавра»).
В 1993 году получила премию «Golden Book Award». За свою работу о Вирджинии Вулф она в 1995 году получила литературную премию Седата Симави, в 1996 — премию «Association of People of Letters Honor Award».

## Политическая карьера
Начало её политической деятельности относится к 1960 году. Входила в демократические социалистические Рабочую партию Турции (TİP) и Партию свободы и солидарности (ÖDP). В 1999 году баллотировалась от ÖDP в парламент, но не смогла набрать необходимое количество голосов.

## Личная жизнь
Мина Урган была замужем за поэтом и актёром Джахитом Ыргатом (1916—1971). Позднее супруги развелись. У Мины был сын поэт и художник Мустафа Ыргат (1950—1995) и дочь актриса Зейнеп Ыргат.
Мина Урган скончалась 15 июня 2000 года в Стамбуле в возрасте 84 лет. Похоронена на кладбище Ашиян после религиозной церемонии в мечети Тешвикие, на которой присутствовали множество писателей и людей искусства.